# Felecia
Felecia (Tacoma, 1º marzo 1972) è un'ex attrice pornografica statunitense.

## Biografia
Iniziò a lavorare nel mondo del porno nel 1993 e da allora è apparsa in oltre 450 film. Nel corso della sua carriera si è esibita quasi esclusivamente in scene lesbo, solitarie e footfetish (nel quale si è cimentata con molte famose colleghe in scene lesbo). Solo in un film, Tight Shots 1 del 1994, è possibile vederla coinvolta in un rapporto etero in cui pratica del sesso orale ad un attore in due scene diverse. Il 31 agosto 2002 compare in un fumetto intitolato Adult Star Stories: Felecia edito dalla Hippy Comix. 
Nel 2008 si è ritirata dalle scene. Durante la sua carriera ha ricevuto numerosi riconoscimenti: è stata nominata molte volteper un AVN Award e ne ha vinti sette, si è aggiudicata anche due XRCO Award e, nel 2003, è stata inserita nella AVN Hall of Fame.

## Riconoscimenti
- AVN Awards
  - 1994 – AVN Award for Best All-Girl Sex Scene (video) per Buttslammers 2 –The Flashlight Orgy per Celeste, Lia Baren, Sydney St. James e Tianna[3]
  - 1995 – AVN Award for Best All-Girl Sex Scene (video) per Buttslammers 4 con Bionca, Misty Rain e Debi Diamond[4]
  - 1996 – AVN Award for Best All-Girl Sex Scene (video) per Takin' it to the Limit 6 con Traci Allen, Bionca, Misty Rain e Jill Kelly[5]
  - 1996 – AVN Award for Best All-Girl Sex Scene (film) per Fantasy Chamber con Jenteal e Misty Rain)[6]
  - 2002 – AVN Award for Best All-Girl Sex Scene (video) per Where The Girls Sweat 5 con Chloe, Taylor St. Clair e Sindee Coxx[7]
  - 2003 – AVN Hall of Fame[8]
  - 2007 – AVN Award for Best All-Girl Sex Scene (film) per FUCK con Clara G, Jessica Drake and Katsuni[9]
- XRCO Award
  - 1996 – Best Girl-Girl Sex Scene per Takin' it to the Limit 6 con Traci Allen, Bionca, Misty Rain e Jill Kelly[10]
  - 1997 – Best Girl-Girl Sex Scene per Beyond Reality 1 con Careena Collins[11]
  - 2024 - Hall of Fame[12]

## Filmografia
- Attitude Adjustment (Evil Angel) 1993
- Buttslammers 2 (Exquisite) 1993
- Buttslammers 3 (Exquisite) 1993
- Buttslammers 4 (Exquisite) 1993
- Felecia's Foly (Evil Angel) 1993
- Heaven Scent (Zane Entertainment Group) 1993
- Indecent (Xcitement Video) 1993
- Orgy (Glitz Video) 1993
- Orgy 2 (Glitz Video) 1993
- Orgy 3 (Executive Video) 1993
- Porn in the Pen (Legend Video) 1993
- Radical Affairs 7 (Moonlight Entertainment) 1993
- Submission Of Felecia (Evil Angel) 1993
- Twist Of Payne (Evil Angel) 1993
- Up And Cummers 1 (4-Play Video) 1993
- Up and Cummers 2 (4-Play Video) 1993
- Wicked Women (Moonlight Entertainment) 1993
- Babes Illustrated 1 (Metro) 1994
- Babes Illustrated 2 (Metro) 1994
- Bangkok Nights (Vivid) 1994
- Cat Lickers 2 (Moonlight Entertainment) 1994
- Compendium Of Bruce Seven's Most Graphic Scenes 5 (Evil Angel) 1994
- Creme De Femme (4-Play Video) 1994
- Dangerous Assignment (Evil Angel) 1994
- Dirty Laundry 1 (Metro) 1994
- Fantasy Chamber (Ultimate Video) 1994
- Frankenstein (Sin City) 1994
- New Ends 8 (4-Play Video) 1994
- No Man's Land 10 (Video Team) 1994
- Overtime: Dyke Overflow (Video Team) 1994
- Pain Connection (Evil Angel) 1994
- Passion (In-X-Cess Productions) 1994
- Peepshow (Odyssey) 1994
- Radical Affairs 8 (Moonlight Entertainment) 1994
- Renegades (Sin City) 1994
- Savage (Sin City) 1994
- Secret Lives (Sin City) 1994
- SEX 3: After Seven (Vivid) 1994
- Seymore Butts Interactive 2: In Pursuit of Pleasure (New Machine Publishing) 1994
- Sleaze Pleaze December Edition (Factory Home video) 1994
- Tight Shots 1 (Vivid) 1994
- Touch Of Leather (Evil Angel) 1994
- Up and Cummers the Movie (4-Play Video) 1994
- A is For Asia (Nu-Tech Digital) 1995
- Adventures of Studman 3 (Arrow Productions) 1995
- Anal Adventures of Bruce Seven (Exquisite) 1995
- Anal Adventures of Suzy Superslut 3 (Arrow Productions) 1995
- Babenet (VCA) 1995
- Babes Illustrated 3 (Metro) 1995
- Babes Illustrated 4 (Metro) 1995
- Bad Company (Vivid) 1995
- Bare Ass Beach (Total Video) 1995
- Bare Essentials (NightVision) 1995
- Bedlam (Vivid) 1995
- Best of Buttslammers 1 (Exquisite) 1995
- Beyond Reality 1: Mischief in the Making (Exquisite) 1995
- Black on White Revisited (Video Team) 1995
- Bordello (Vivid) 1995
- Borderline (Vivid) 1995
- Checkmate (Vivid) 1995
- Cloud 9 (Vivid) 1995
- Dear Diary (Wicked Pictures) 1995
- Devil in Miss Jones 5 (VCA) 1995
- Do Me Nurses (Legend Video) 1995
- Dungeon Next Door  (Exquisite) 1995
- Erotic Obsession (Metro) 1995
- Erotic Visions (Ultimate Video) 1995
- Every Woman Has A Fantasy 3 (VCA) 1995
- Extreme Sex 3: Wired (Vivid) 1995
- Fantasies Of Alicia (Video Team) 1995
- Fantasies Of Marylin (Video Team) 1995
- Fantasies Of Persia (Video Team) 1995
- Fantasy Inc. (Metro) 1995
- Far East Fantasy (Sunshine Films) 1995
- First Time Ever 1 (Plush Entertainment) 1995
- Fresh Meat 1 (Evil Angel) 1995
- Girl With the Heart-shaped Tattoo (Vivid) 1995
- Girl's Affair 7 (Fat Dog) 1995
- Hawaii (Vivid) 1995
- Hawaiian Heat 1 (Coast To Coast) 1995
- Hawaiian Heat 2 (Coast To Coast) 1995
- Hotel Sodom 7 (Snatch Productions) 1995
- Housewives' Lust 1 (Topper Video Inc.) 1995
- Housewives' Lust 2 (Topper Video Inc.) 1995
- I Love Lesbians 1 (Evil Angel) 1995
- Initiation (Fat Dog) 1995
- Killer Tits (Legend Video) 1995
- Lovin' Spoonfuls 4 (4-Play Video) 1995
- Meatman (Outlaw Productions) 1995
- Misty Rain's Anal Orgy (Frontier Media) 1995
- More Black Dirty Debutantes 3 (4-Play Video) 1995
- Night Play (Vivid) 1995
- Ona's Doll House 1 (Ona Zee Presents) 1995
- Other Side (K-Beech Video) 1995
- Overtime: Dyke Overflow 2 (Video Team) 1995
- Overtime: Dyke Overflow 3 (Video Team) 1995
- Payne-full Revenge (Evil Angel) 1995
- Photoplay (Vivid) 1995
- Pickup Lines 2 (Odyssey) 1995
- Private Stories 1 (Private) 1995
- Pussyman 12 (Snatch Productions) 1995
- Right Connection (VCA) 1995
- Rumpman Goes to Cannes (Heatwave) 1995
- Simply Blue (Vivid) 1995
- Sorority Stewardesses (Plush Entertainment) 1995
- Star Attraction (Video Team) 1995
- Starting Over (Vivid) 1995
- Street Workers (Moonlight Entertainment) 1995
- Strip Search (Metro) 1995
- Takin' It To The Limit 6 (Exquisite) 1995
- Up And Cummers 16 (4-Play Video) 1995
- Up And Cummers 17 (4-Play Video) 1995
- Violation of Felecia (JM Productions) 1995
- Visions 2 (K-Beech Video) 1995
- Wide Open Spaces (VCA) 1995
- Wildcats (Wicked Pictures) 1995
- Wilde Palms (Excitement Video) 1995
- World Sex Tour 1 (Anabolic Video) 1995
- World Sex Tour 2 (Anabolic Video) 1995
- XXX Files: Lust In Space (Immaculate) 1995
- Young and Natural 5 (Topper Video Inc.) 1995
- Young and Natural 8 (Topper Video Inc.) 1995
- Adam and Eve's House Party 1 (VCA) 1996
- Adult Video News Awards 1996 (VCA) 1996
- Ancient Secrets of the Kama Sutra (Vivid) 1996
- Ass Play Aces (Vivid) 1996
- Babes Illustrated 5 (Metro) 1996
- Babewatch 5 (Notorious) 1996
- Babewatch 6 (Notorious) 1996
- Bombshell (Moonlight Entertainment) 1996
- Buffy Malibu's Nasty Girls 10 (Anabolic Video) 1996
- Buttslammers 12 (Exquisite) 1996
- Buttslammers 13 (Exquisite) 1996
- Carnal Garden (Klimaxxx Productions) 1996
- Cat Lickers 4 (Moonlight Entertainment) 1996
- Caught Looking (Coast To Coast) 1996
- Cheerleader Strippers (Plush Entertainment) 1996
- Club Decca (Bacchus Releasing) 1996
- Club Imagination (Mystic Productions) 1996
- Compendium Of Bruce Seven's Most Graphic Scenes 6 (Exquisite) 1996
- Creme De Femme The Video Series (4-Play Video) 1996
- Cumback Pussy 1 (Elegant Angel) 1996
- Cumback Pussy 2 (Elegant Angel) 1996
- Cumback Pussy 4 (Elegant Angel) 1996
- Deep Behind the Scenes with Seymore Butts 1 (Ultimate Video) 1996
- Deep Inside Misty Rain (VCA) 1996
- Deep Inside Sindee Coxx (VCA) 1996
- Dirty Dirty Debutantes 8 (4-Play Video) 1996
- DPTV (Sunshine Films) 1996
- Fashion Plate (Vivid) 1996
- First Time Ever 2 (Plush Entertainment) 1996
- Ghost Town (Vivid) 1996
- Glory Days (Metro) 1996
- Goldenrod (Sterling) 1996
- Hard Feelings (Vivid) 1996
- Here Comes Elska (Xplor Media Group) 1996
- Hollywood Halloween Sex Ball (Eurotique Entertainment) 1996
- Hollywood Spa (Wicked Pictures) 1996
- Hotel California (Midnight Video) 1996
- Hotel Sodom 9 (Snatch Productions) 1996
- Illicit Affairs (Xcel) 1996
- In Cold Sweat (Vivid) 1996
- Jenna Ink (Wicked Pictures) 1996
- Lethal Affairs (Vivid) 1996
- Lipsmacking Lesbians 1 (Glitz Video) 1996
- Lustful Obsessions (Notorious) 1996
- Micky Ray's Hot Shots 1 (Digimaxx) 1996
- Mindset (Vivid) 1996
- Moondance (Video Team) 1996
- More Sorority Stewardesses (Plush Entertainment) 1996
- Naked And Nasty (Wicked Pictures) 1996
- Night Tales (VCA) 1996
- Night Vision (Wicked Pictures) 1996
- Nightclub (Sin City) 1996
- Nightshift Nurses 2 (VCA) 1996
- No Fear (Metro) 1996
- Ona's Doll House 3 (Ona Zee Presents) 1996
- Once In A Lifetime (VCA) 1996
- Palace Of Pleasure (Ultimate Video) 1996
- Picture Perfect (Vivid) 1996
- Puritan Magazine 6 (Legend Video) 1996
- Rolling Thunder (Vivid) 1996
- San Francisco Connection (DBM Video) 1996
- Sensations 2 (Sin City) 1996
- Shock: Latex 2 (VCA) 1996
- Sista 5 (Video Team) 1996
- Sluthunt 3 (Bella) 1996
- Smells Like... Sex (VCA) 1996
- Snatch Masters 22 (Leisure Time Entertainment) 1996
- Splattered (Metro) 1996
- Strong Sensations (Pleasure Productions) 1996
- Style 3 (Video Team) 1996
- Suburban Swingers 2 (Infinity Film And Video) 1996
- Sunset's Anal and DP Gangbang (Pleasure Productions) 1996
- Takin' It To The Limit 8 (Exquisite) 1996
- Telephone Expose (VCA) 1996
- This Year's Model (Vivid) 1996
- Three Hearts (Coast To Coast) 1996
- Up And Cummers 26 (4-Play Video) 1996
- Up And Cummers 34 (4-Play Video) 1996
- Valentina (Sin City) 1996
- Vibrating Vixens 1 (Topper Video Inc.) 1996
- Violation of Missy (JM Productions) 1996
- Visions Of Seduction (Midnight Image) 1996
- Wacky World of Ed Powers (4-Play Video) 1996
- What You Are In The Dark (Klimaxxx Productions) 1996
- America's 10 Most Wanted 1 (Odyssey) 1997
- Big Game (Arch Angel) 1997
- Blaze (Vivid) 1997
- Bloopers 2 (Video Team) 1997
- Boudoir (Vivid) 1997
- Convention Cuties (Southern Shore) 1997
- Creatures of the Night (Wicked Pictures) 1997
- Cum One Cum All 1 (Evil Angel) 1997
- Daily Nudes (Vivid) 1997
- Dark Angel (Studio A Entertainment) 1997
- Deep Inside Felecia (VCA) 1997
- Deep Inside Shayla LaVeaux (VCA) 1997
- Dirty Bob's Xcellent Adventures 35 (Flying Leap Productions) 1997
- Diva 2: Deep in Glamour (VCA) 1997
- Eternal Lust 1 (VCA) 1997
- Everybody Wants Some Bionca Style (Exquisite) 1997
- Exotica Erotika 3 (4-Play Video) 1997
- Fashion Play (Midnight Video) 1997
- Femania 2 (Elegant Angel) 1997
- Fire Down Below (Leisure Time Entertainment) 1997
- House That Black Built (Elegant Angel) 1997
- I Love Lesbians 2 (Evil Angel) 1997
- Indecent Influence (Coast To Coast) 1997
- Janine: the Early Years (Vivid) 1997
- Jenna's Built for Speed (Wicked Pictures) 1997
- KSEX 106.9 2 (Ultimate Video) 1997
- Legacy (Dreamland Video) 1997
- Lipstick (Leisure Time Entertainment) 1997
- Misty Cam's Birthday Party (Soho Video) 1997
- More Dirty Debutantes 62 (4-Play Video) 1997
- More Dirty Debutantes 65 (4-Play Video) 1997
- More Dirty Debutantes 68 (4-Play Video) 1997
- New Wave Hookers 5 (VCA) 1997
- Philmore Butts too Much to Handle (Sunshine Films) 1997
- Pleasure Bound (Dreamland Video) 1997
- Private Strippers (Plush Entertainment) 1997
- Sex Quest (Midnight Video) 1997
- Sexual Education (Leisure Time Entertainment) 1997
- Shameless Desire (Future) 1997
- Sinister Sister (Wicked Pictures) 1997
- Stardust 11 (Vivid) 1997
- Stripper's Serenade (Plush Entertainment) 1997
- Train (Vivid) 1997
- Ultimate Swimming Pool Orgy 2 (Tight Ends) 1997
- Up And Cummers 39 (Evil Angel) 1997
- Virgin Hotline (Liquid Video) 1997
- Weekend At Farrah's (K-Beech Video) 1997
- Where The Girls Sweat 4 (Elegant Angel) 1997
- America's 10 Most Wanted 3 (Odyssey) 1998
- Babes Illustrated 7 (Metro) 1998
- Backseat Driver 4 (Metro) 1998
- Beyond Reality: Bionca's Best (Exquisite) 1998
- Buffy Malibu's Nasty Girls 17 (Anabolic Video) 1998
- Butt Row Big Ass Greek Machine (Evil Angel) 1998
- Chasin Pink 1 (Vivid) 1998
- Compendium Of Bruce Seven's Most Graphic Scenes 12 (Plum Productions) 1998
- Couples 1 (Vivid) 1998
- Crack Pack (Prestige Video) 1998
- Deep Inside Dirty Debutantes 20 (4-Play Video) 1998
- Erotic Illusions (Future) 1998
- Eye Candy (VCA) 1998
- Farrah Going Down (K-Beech Video) 1998
- Femme (Vivid) 1998
- First Time Ever 5 (Prime Video Productions) 1998
- Girl Thing (X-traordinary) 1998
- Girl's Affair 16 (Fat Dog) 1998
- Good the Bad and the Wicked (Wicked Pictures) 1998
- Hollywood Massage Girls (Atlantis) 1998
- I Love Lesbians 4 (Evil Angel) 1998
- Infinite Bliss (Adam & Eve) 1998
- Kiss (Vivid) 1998
- Leg Sex Dream (Viv Thomas) 1998
- Leg Sex in the Sun (Big Top Video) 1998
- Only the Best: Kaylan Nicole (Metro) 1998
- Open Wide (Vivid) 1998
- Perfection (Golden West Video) 1998
- Prime Time Pussy 1: Pleasure Perverts (Empire Video) 1998
- Rear Arrangers (Sterling) 1998
- Rude Girls 1 (Boardwalk) 1998
- Sex Lies and the President (Legend Video) 1998
- Sex Offenders 3 (Wicked Pictures) 1998
- Sex Quest (Puritan International, Ltd.) 1998
- Suite Seduction (Wicked Pictures) 1998
- Sweet Life 1 (Sin City) 1998
- Welcome to the Cathouse (Elegant Angel) 1998
- 100% Pure Pussy 2 (Sin City) 1999
- Babes Illustrated 8 (Metro) 1999
- Blown Away (Vivid) 1999
- Brown Eyed Blondes (VCA) 1999
- Car Wash Angels 2 (VCA) 1999
- Deep Inside Kylie Ireland (VCA) 1999
- Diva Girls (VCA) 1999
- Eat At the Pussy Cafe 2 (Ultra Image Productions) 1999
- Electric Sex (New Sensations) 1999
- Eye Candy Refocused (VCA) 1999
- Farrah Obsessed (K-Beech Video) 1999
- Felecia (footfetish.com) 1999
- Four Finger Club 4 (New Sensations) 1999
- Hell On Heels (Wicked Pictures) 1999
- Knocking at Heaven's Backdoor (Seymore Butts) 1999
- Lovin' Spoonfuls 21: More Best of Exotica Erotika (4-Play Video) 1999
- Lovin' Spoonfuls 27: Best of Deep Inside Dirty Debutantes (4-Play Video) 1999
- Max World 20: That's All Folks (Legend Video) 1999
- No Man's Land 26 (Video Team) 1999
- No Man's Land Interracial Edition 2 (Video Team) 1999
- Nymphomercials (VCA) 1999
- Perfect Pink 4: Wired Pink Gang Bang (Eurotique Entertainment) 1999
- Perfect Pink 6: Orgy (Eurotique Entertainment) 1999
- Perfect Smiles (VCA) 1999
- Porno Playground (VCA) 1999
- Poser  (1999) II)
- Pretty Girls (Sin City) 1999
- Psycho Biker Sluts From Hell (Knob/Ryder Entertainment) 1999
- Rocks That Ass 4 (Sean Michaels International) 1999
- Serenity In Denim (Wicked Pictures) 1999
- Sex Lies (Vivid) 1999
- Silk Ties (Fallen Angel) 1999
- Slumber Party 5 (Odyssey) 1999
- Sweet Summer Sex Kittens (VCA) 1999
- Trash Talking Coeds (VCA) 1999
- United Colors Of Ass 2 (Video Team) 1999
- Very Bad Things (Sin City) 1999
- All Girl Pussy Lickers (Nu-Tech Digital) 2000
- ATV (Britco) 2000
- Best of Perfect Pink 1 (Jill Kelly Productions) 2000
- Blonde Brigade (VCA) 2000
- Cream of Cumback Pussy (Elegant Angel) 2000
- Devoured (Adam & Eve) 2000
- Dirty Perverted Lesbians (Fat Dog) 2000
- Dream Quest (Wicked Pictures) 2000
- Fist The Whole Fist And Nothing But The Fist (Elegant Angel) 2000
- Flash (Wicked Pictures) 2000
- Generation Sex (Dreamland Video) 2000
- Hot Wet Sex (Big Top Video) 2000
- I Love Lesbians 8 (Evil Angel) 2000
- Marilyn Whips Wall Street (Video Team) 2000
- No Man's Land 30 (Video Team) 2000
- Planet Max 1 (Legend Video) 2000
- Puritan Magazine 27 (Puritan International, Ltd.) 2000
- Roadshow: Jenna Jameson (Edge Films Production) 2000
- Simply Girl Luv (S.E.M.G.) 2000
- Sorority Sex Kittens 4 (VCA) 2000
- Sorority Sex Kittens 5 (VCA) 2000
- Sorority Shower Cam (VCA) 2000
- Strapped 1 (Devil's Film) 2000
- Ten Little Angels (VCA) 2000
- When The Boyz Are Away The Girlz Will Play 1 (Jill Kelly Productions) 2000
- When The Boyz Are Away The Girlz Will Play 2 (Jill Kelly Productions) 2000
- Women in Control (VCA) 2000
- Ass Slammers 1 (Sin City) 2001
- Buttslammers 20 (Evil Angel) 2001
- Clam Jumpers (Taboo) 2001
- Deep Inside Heather Hunter (Vivid) 2001
- Deep Inside Jenna Jameson (Vivid) 2001
- Design for Desire (Adam & Eve) 2001
- Dirty Dirty Debutantes 22 (4-Play Video) 2001
- Euphoria (Wicked Pictures) 2001
- Extasy (DBM Video) 2001
- Jenna: Extreme Close Up (Vivid) 2001
- Perfect Pink 8: Red Hot (Jill Kelly Productions) 2001
- Poseur (Vivid) 2001
- Private Gold 53: Center of Sex (Private) 2001
- Sex Sells: Especially on TV (Vivid) 2001
- Shay's Sweet Revenge (Dreamland Video) 2001
- Think Pink (VCA) 2001
- Think Pink  (2001) II)
- Vajenna (Vivid) 2001
- Where The Girls Sweat 5 (Elegant Angel) 2001
- 3 Into Janine (Vivid) 2002
- After Hours (Wicked Pictures) 2002
- Barely Legal Latinas (Leisure Time Entertainment) 2002
- Behind the Scenes of Dripping Wet Sex 1 (Simon Wolf) 2002
- Best of Perfect Pink 2 (Jill Kelly Productions) 2002
- Big Boob Lesbian Party 1 (Filmco Releasing) 2002
- Crazy About Latinas 3 (Evil Angel) 2002
- Dripping Wet Sex 4 (Simon Wolf) 2002
- Falling From Grace (Wicked Pictures) 2002
- Fill My Hole (Leisure Time Entertainment) 2002
- Floss (VCA) 2002
- Girls Only: Janine (Vivid) 2002
- Heat (Wicked Pictures) 2002
- High Desert Dream Girls (VCA) 2002
- Interactive Animal Instincts (Vivid) 2002
- Jenna Jameson Exposed (New Machine Publishing) 2002
- Jenna Jameson Revealed (Vivid) 2002
- Jenna Jameson Untamed (Vivid) 2002
- Kink Club 1 (Adam & Eve) 2002
- Little Town Flirts (VCA) 2002
- Lovin' Spoonfuls 41: More of the Best of Deep Inside Dirty Debutantes With A Little Creme On Top (Ed Powers) 2002
- Melted Pink (VCA) 2002
- Midnight Librarians (VCA) 2002
- Misty Rain's Lost Episodes 1 (New Sensations) 2002
- No Man's Land 36 (Video Team) 2002
- Real Female Masturbation 15 (Evil Angel) 2002
- Shay's Big Toy Bash (Dreamland Entertainment) 2002
- Sodomania 38 (Elegant Angel) 2002
- Sorority Sex Kittens 6 (VCA) 2002
- Sweetwater (New Sensations) 2002
- Too Many Blonde Moments (VCA) 2002
- Ultimate Racquel Darrian (Vivid) 2002
- Young Jenna (Vivid) 2002
- 100% Strap-On (Elegant Angel) 2003
- 18 Wild and Horny (Dreamland Entertainment) 2003
- Aces in the Holes (VCA) 2003
- All Day Sucker (Vivid) 2003
- All Star Oral (Vivid) 2003
- Anal Addicts 11 (Northstar Associates) 2003
- Barefoot Beauties (Bizarre Video) 2003
- Best of Jezebelle Bond (Jill Kelly Productions) 2003
- Clit Lickers (Midnight Mayhem) 2003
- Cumback Pussy Platinum 2 (Elegant Angel) 2003
- Deep Inside Monica Mayhem (VCA) 2003
- Deep Inside Sunset Thomas (VCA) 2003
- Delicious Pink (Simon Wolf) 2003
- Double Booked (Outback) 2003
- Everybody Loves Rimmin' (Vivid) 2003
- Eye Candy 3 (VCA) 2003
- Fantastic Fetish (Bizarre Video) 2003
- Female Ejaculation Review (Seymore Butts) 2003
- Fetish Factor 1 (Bizarre Video) 2003
- Fetish Factor 2 (Bizarre Video) 2003
- Fuck My Every Hole (Pure Filth) 2003
- I Love Lesbians 12 (Evil Angel) 2003
- I Love Lesbians 13 (Evil Angel) 2003
- Island Girls (Wicked Pictures) 2003
- Lesbian Fetish Fever 2 (Bizarre Video) 2003
- More Than a Touch of Klass (Seymore Butts) 2003
- Naughty Little Nymphs (Adam & Eve) 2003
- One Is Not Enough 3: An Adventure In Multiple Partners (New Machine Publishing) 2003
- Overtime: Superstar Brunettes (Video Team) 2003
- Perfect Pouts (VCA) 2003
- Pussy Foot'n 2 (New Sensations) 2003
- Real Female Orgasms 4 (Elegant Angel) 2003
- Real Lesbians 4: Azteca Loves Heather (New Machine Publishing) 2003
- Real Lesbians 5: Jenna Loves Felecia (New Machine Publishing) 2003
- Saturday Night Beaver (Vivid) 2003
- She's Fine and Natural (Caballero Home video) 2003
- Sopornos 6 (VCA) 2003
- Summer Camp Sun Bunnies (VCA) 2003
- Summer Girlz Spanked (Bizarre Video) 2003
- Teacher's Pet (Vivid) 2003
- Wild and Horny (Midnight Mayhem) 2003
- Zodiac Rising (Sin City) 2003
- Babes Illustrated 14 (Metro) 2004
- Cargo (Wicked Pictures) 2004
- Charlie's Girls (Vivid) 2004
- Cum One Cum All 2 (Evil Angel) 2004
- High Desert Pirates (VCA) 2004
- Ho'down Lickdown (Vivid) 2004
- Jennaration (Vivid) 2004
- JKP All Latin 3 (Jill Kelly Productions) 2004
- Latina Fever (VCA) 2004
- Latina Spice (Caballero Classics) 2004
- Leanni Lei Exposed (New Machine Publishing) 2004
- Lickity Slit (Wicked Pictures) 2004
- Lovin' Spoonfuls 51: Ed's Cover Girls Spanning The Years! 1995-1998 (Ed Powers) 2004
- Pillow Talk (Wicked Pictures) 2004
- Pussy Lickin Good (VCA) 2004
- Rayveness Exposed (New Machine Publishing) 2004
- Real Janine (Vivid) 2004
- Real Lesbians 15: Katie Gold Loves Shay Sweet (New Machine Publishing) 2004
- Real Lesbians 6: Teanna Loves Venus (New Machine Publishing) 2004
- Ripe 19: Jessica James (Forbidden Films) 2004
- Say Aloha To My A-hola (Wicked Pictures) 2004
- Strapped (Adam & Eve) 2004
- Vivid Superstars: Janine (Vivid) 2004
- All You Can Eat Buffet (Filth Factory) 2005
- And The Envelope Please Lori Michaels (Vivid) 2005
- Barnyard Babes (Adam & Eve) 2005
- Fetish World 6 (Bizarre Video) 2005
- Girls Who Like Girls (Simon Wolf) 2005
- Guide to Eating Out (Wicked Pictures) 2005
- Jenteal Uncensored (Vivid) 2005
- Lesbian Slumber Party 4 (Devil's Film) 2005
- Lettin' Her Fingers Do The Walking (Wicked Pictures) 2005
- Playmates (Cherry Boxxx) 2005
- Real Female Masturbation 24 (Evil Angel) 2005
- Satisfaction Guaranteed: Taylor Hayes (Vivid) 2005
- Secret Lives of Porn Stars (Xenon Pictures) 2005
- Secrets of the Velvet Ring (Wicked Pictures) 2005
- Spring Break Sex Kittens (VCA) 2005
- Summer School Sex Kittens (VCA) 2005
- Womb Raider (VCA) 2005
- Young Holes (Sin City) 2005
- Best of Shay Sweet (Sin City) 2006
- Fuck (Wicked Pictures) 2006
- Girl Of The Month - Nikki Tyler (Vivid) 2006
- Hard Day At the Office (VCA) 2006
- Jenna's Depraved (Wicked Pictures) 2006
- Restraint (Vivid) 2006
- Slippery When Wet 3 (Sin City) 2006
- Wicked Legends 1 (Wicked Pictures) 2006
- Beach Bums (Wicked Pictures) 2007
- Butt I Like It (Wicked Pictures) 2007
- Flawless (Vivid) 2007
- Girl on Girl 1 (Viv Thomas) 2007
- Saturday Night Beaver (Wicked Pictures) 2007
- Slippery When Wet 4 (Sin City) 2007
- Accidental Hooker  (Wicked Pictures) 2008
- Bruce Seven In Memorial  (Bruce Seven Productions) 2008
- Girlfriends With Benefits (Adam & Eve) 2008
- Heart Breaker (Vivid) 2008
- No Boys, No Toys 2 (Metro) 2008
- No Man's Land Coffee and Cream 2 (Metro) 2008
- Star 69: Strap Ons  (Vivid) 2008
- Bound For Bliss (Evolution Erotica) 2009
- I Kissed A Girl (Wicked Pictures) 2009
- Asian Bran Munch (Caballero Home video) 2011
- Babe Buffet: All You Can Eat (Wicked Pictures) 2012
- Cal Vista Collection 2 (Metro) 2012
- Cock Blocked (Wicked Pictures) 2012
- Fifty Shades of Bruce Seven (Bruce Seven Productions) 2012
- Vivid's Award Winners: Group Sex (Vivid) 2012
- Ass Plugger Classics (Western Visuals) 2014
- Chloe Jones: Porn Star (Digital Sin) 2014
- Dark Haired Vixens (Western Visuals) 2014
- Dickless (Wicked Pictures) 2014
- Ed Powers Favorite New Ends 1 (Ed Powers) 2017
- Only the Best Classic Stars (Western Visuals) 2019